# David Meekison

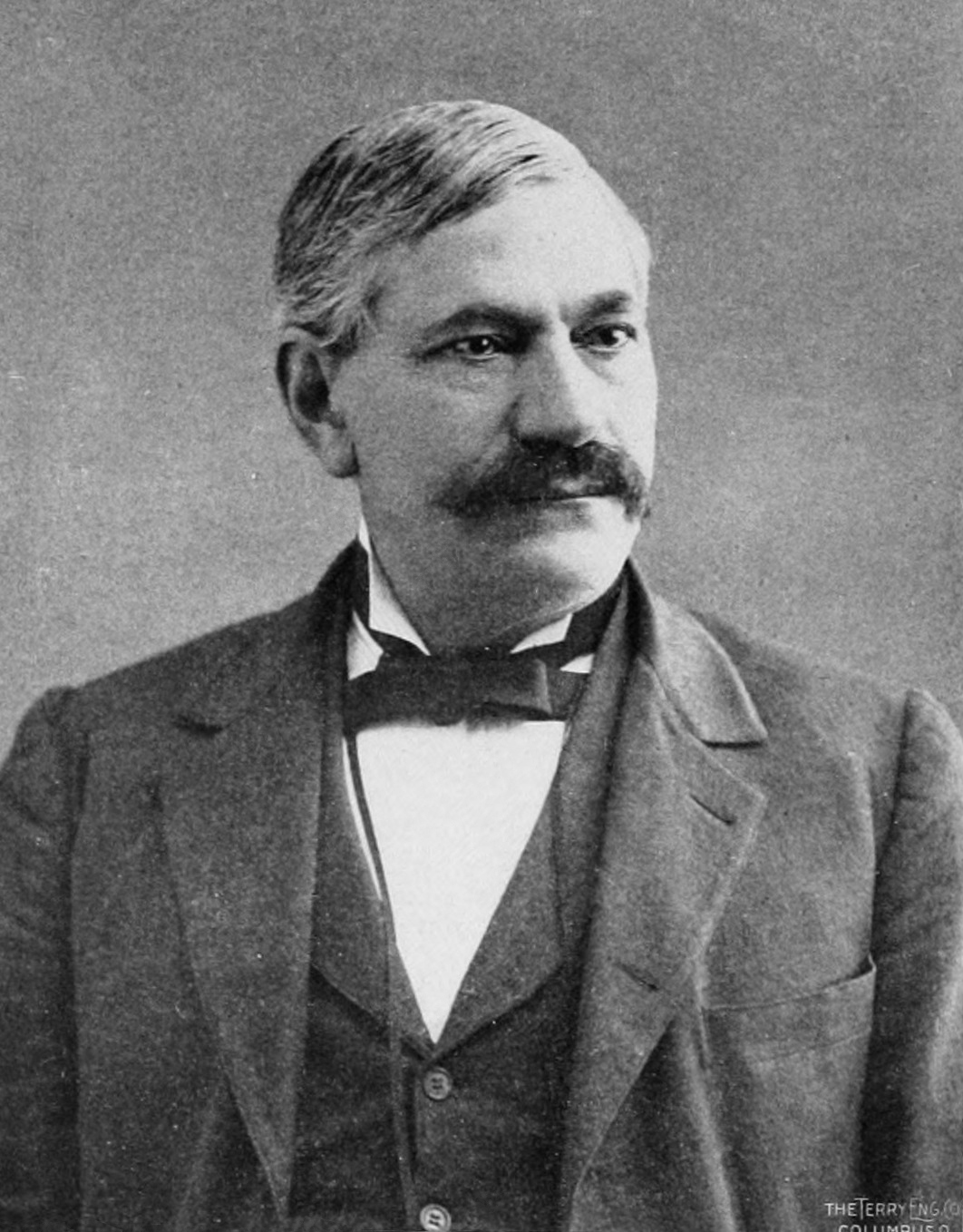
David Meekison (1899)

David Meekison (* 14. November 1849 in Dundee, Schottland; † 12. Februar 1915 in Napoleon, Ohio) war ein US-amerikanischer Politiker. Zwischen 1897 und 1901 vertrat er den Bundesstaat Ohio im US-Repräsentantenhaus.

## Werdegang
Im Jahr 1855 kam David Meekison mit seinen Eltern aus seiner schottischen Heimat nach Napoleon im Bundesstaat Ohio, wo er die öffentlichen Schulen besuchte. Danach absolvierte er eine Lehre im Druckerhandwerk. Zwischen 1866 und 1869 diente er in einer Artillerieeinheit der US Army. Nach einem anschließenden Jurastudium und seiner 1873 erfolgten Zulassung als Rechtsanwalt begann er in Napoleon in diesem Beruf zu arbeiten. Von 1873 bis 1879 war er Staatsanwalt im Henry County; zwischen 1881 und 1888 amtierte er als Nachlassrichter. Gleichzeitig schlug er als Mitglied der Demokratischen Partei eine politische Laufbahn ein. Im Juli 1884 nahm er als Delegierter an der Democratic National Convention in Chicago teil, auf der Grover Cleveland als Präsidentschaftskandidat nominiert wurde. Meekison stieg auch in das Bankgewerbe ein und gründete die Meekison Bank in Napoleon. Zwischen 1890 und 1897 war er Bürgermeister dieser Stadt.
Bei den Kongresswahlen des Jahres 1896 wurde Meekison im fünften Wahlbezirk von Ohio in das US-Repräsentantenhaus in Washington, D.C. gewählt, wo er am 4. März 1897 die Nachfolge des Republikaners Francis B. De Witt antrat. Nach einer Wiederwahl konnte er bis zum 3. März 1901 zwei Legislaturperioden im Kongress absolvieren. In diese Zeit fiel der Spanisch-Amerikanische Krieg von 1898. Im Jahr 1900 verzichtete er auf eine weitere Kandidatur.
Nach dem Ende seiner Zeit im US-Repräsentantenhaus arbeitete David Meekison wieder als Anwalt und im Bankgewerbe. Er starb am 12. Februar 1915 in Napoleon, wo er auch beigesetzt wurde.